# لوان كراسنيكي
لوان كراسنيكي (بالألمانية: Luan Krasniqi)‏ مواليد 10 مايو 1971 في جمهورية يوغوسلافيا الاشتراكية الاتحادية، هو ملاكم ألباني يصنف ضمن فئة الوزن الثقيل. شارك في دورة الألعاب الأولمبية الصيفية.

## إحصائيات
خاض خلال مسيرته 35 نزالا، فاز في 30 وتعادل في 1 وخسر في 4. فاز بالضربة القاضية في 14 نزالا.

## الميداليات
| الميدالية | المسابقة                       |
| --------- | ------------------------------ |
| برونزية   | الألعاب الأولمبية الصيفية 1996 |

## روابط خارجية
- لوان كراسنيكي على موقع بوكس ريك (الإنجليزية) (registration required)
- لوان كراسنيكي على موقع أوليمبيديا (الإنجليزية)